# Una Canger
Una Canger (nombre de pila Una Rasmussen) (nacida el 14 de mayo de 1938) es una lingüista danesa especializada en lenguas mesoamericanas. Ella ha publicado en su mayoría acerca del Náhuatl principalmente enfocada en la dialectología del náhuatl moderno y es considerada en el mundo como la más importante especialista en este tema. Fue titular en la Universidad de Copenhague al frente del departamento de Idiomas y Cultura indígenas de América (Native American Languages and Cultures) hasta casi la edad de 70 años en 2008 cuando llega a la edad de cesantía  obligada por ley. En 2012 fue condecorada con la Orden del Águila Azteca por sus contribuciones al estudio de la cultura mexicana. En 2005 recibió el premio a la enseñanza en la Universidad de Copenhague, el Harald.
Es hija del famoso arquitecto danés Steen Eiler Rasmussen, ella fue admitida como la primera mujer estudiante en el departamento de Lingüística en la Universidad de Copenhague, donde ella se interesó en las teorías de Louis Hjelmslev. Más tarde ella recibió su doctorado por la Universidad de California en Berkeley en 1968, su tesis inicial era una gramática glosemática de un idioma maya, el Mam. Ella trabajó inicialmente con lenguas mayenses, particularmente con el Mam, Teco y el Lacandón. Después le ofrecieron el puesto en la Universidad de Copenhague, donde comenzó a estudiar el Náhuatl clásico, que la lleva a elaborar su obra posterior descriptiva de la dialectológica del náhuatl moderno.